# 巴尼亚尔武法尔
巴尼亚尔武法尔（西班牙語：Bañalbufar）是西班牙巴利阿里群岛的一个市镇。总面积18平方公里，总人口517人（2001年），人口密度29人/平方公里。